# Петков, Марин
Ма́рин Пла́менов Пе́тков (болг. Марин Пламенов Петков; родился 2 октября 2003, Етрополе) — болгарский футболист, вингер клуба «Левски» и сборной Болгарии.

## Клубная карьера
Воспитанник футбольной академии софийского клуба «Левски». 10 ноября 2019 года Петков дебютировал в основном составе «Левски» в матче Первой профессиональной футбольной лиги Болгарии против клуба «Ботев (Пловдив)». В январе 2020 года подписал свой первый профессиональный контракт с клубом. 17 марта 2021 года Петков забил свой первый гол за «Левски» в матче Кубка Болгарии против софийского клуба «Славия».

## Карьера в сборной
Выступал за сборные Болгарии до 19 лет и до 21 года. В составе последней принял участие в отборочном турнире к молодёжному чемпионату Европы 2023 года.
23 сентября 2022 года дебютировал за главную сборную Болгарии в матче против сборной Гибралтара, отметившись забитым мячом.

## Достижения
Левски
- Обладатель Кубка Болгарии: 2021/22